# Diego Hermes Martínez
Diego Hermes Martínez (Buenos Aires, 5 luglio 1992) è un calciatore argentino, difensore del Dep. Madryn.